# Tecido-alvo
Os tecidos-alvos são o órgão ou sítio onde uma determinada substância química tem efeito.
São conhecidos como Sitios Alvos de ligação:
- Enzimas da Cascata do Processo Inflamatório - Tendo a ação dos fosfolípidios de membrana transformando-se em ácido araquidônico, produzindo duas enzimas:Lipoxigenase:tendo ação dos Leucotrienos e a Enzima Cicloxigenase:tendo ação das Prostaglandinas(PG) e Tromboxanos(TxA), desenvolvendo os sinais logísticos como: dor, calor, rubor e edema, causando a perda da função tecidual;
- Proteínas Transportadoras (Carreadoras) - Essas Proteínas carreadoras atuam no SNC, na fenda pré-sináptica, inicialmente. Ocorre uma recaptação e atuação do fármaco para impedir a entrada das proteínas na fenda pós-sináptica;
- Receptores Ionotrópicos - Corresponde a entrada excessiva de cloreto entre os receptores;
- Receptores Metabotrópicos - São Receptores acoplados ao 2º mensageiro, onde3 o fármnaco ativa o receptor,em que ela desacopla e ativa a Proteína G.Ela vai transcrever a informação do fármaco, induzindo a analgesia.Então, a Proteína G retorna ao repouso at´´e a aderência de outra melécula de fármaco no receptor.
- Receptores acoplados ao DNA - Os receptorea acoplados ao DNA são alvo de ação de alguns fármacos como corticóides, seus receptores estão no citoplasma, portanto o fármaco deve atravessar a Membrana Plasmática para encontrar seu receptor.